# Руска (Васлуј)
Руска (рум. Rusca) насеље је у Румунији у округу Васлуј у општини Падурени. Oпштина се налази на надморској висини од 177 m.

## Становништво
Према подацима из 2002. године у насељу је живело 732 становника, од којих су сви румунске националности.